# شیخ‌آباد (داراب)
شیخ‌آباد (داراب)، روستایی از توابع بخش مرکزی شهرستان داراب در استان فارس ایران است.

## جمعیت
این روستا در دهستان هشیوار قرار دارد و براساس سرشماری مرکز آمار ایران در سال ۱۳۸۵، جمعیت آن ۴۷۱ نفر (۱۱۴خانوار) بوده‌است.